# Heartless (The Weeknd-dal)
A Heartless The Weeknd kanadai énekes dala, mely 2019. november 27-én jelent meg az XO és a Republic Records kiadók gondozásában a 2020-as After Hours című negyedik stúdióalbumának első kislemezeként. The Weeknd a dal producereivel, Metro Boominnal, Illangelóval és Dre Moonnal közösen szerezte. Műfaját tekintve egy R&B és trap dal, melyben arról énekel, hogy az előző párkapcsolatából fakadó csalódottsága miatt visszatér kicsapongó életmódjához. A szám egyöntetűen pozitív visszajelzéseket kapott a zenekritikusoktól.
A kanadai kislemezlistán a Heartless legjobb helyezése a harmadik hely volt. Az Egyesült Államokban a Billboard Hot 100-on megszerezte vele karrierje negyedik elsőségét, illetve további 28 ország slágerlistájára is fel tudott kerülni. Lil Uzi Wert amerikai rapper közreműködésével egy vaporwave remixet is bemutattak a dalból, mely az album 2020. március 23-án megjelent deluxe változatán kapott helyet. 2020. április 3-án az After Hours remix EP-jén még két változatban kiadták a Lil Uzi Werttel készült remixet.

## Közreműködők
Közreműködők listája az énekes hivatalos honlapja és a Tidalon található információk alapján.
- The Weeknd – vokál, dalszerzés, produceri munka, zenei programozás, billentyűs hangszerek
- Metro Boomin – dalszerzés, produceri munka, zenei programozás, billentyűs hangszerek
- Illangelo – dalszerzés, produceri munka, zenei programozás, billentyűs hangszerek, hangmérnöki munka, hangkeverés
- Dre Moon – dalszerzés, társproduceri munka
- Shin Kamiyama – hangmérnöki munka
- Dave Kutch – maszterelés
- Kevin Peterson – maszterelés

## Slágerlistás helyezések
| Lista (2019–2020)                     | Legjobb helyezés |
| ------------------------------------- | ---------------- |
| Ausztrália (ARIA)                     | 10               |
| Ausztrália Urban (ARIA)               | 4                |
| Ausztria (Ö3 Austria Top 40)          | 44               |
| Belgium (Ultratop 50 Flanders)        | 49               |
| Belgium (Ultratip Wallonia)           | 7                |
| Kanada (Canadian Hot 100)             | 3                |
| Kanada CHR/Top 40 (Billboard)         | 6                |
| Kanada Hot AC (Billboard)             | 32               |
| Csehország (Rádio Top 100)            | 53               |
| Csehország (Singles Digitál Top 100)  | 9                |
| Finnország (Singlet Top 20)           | 9                |
| Franciaország (Single Top 100)        | 69               |
| Németország (Media Control Charts)    | 36               |
| Görögország (IFPI)                    | 1                |
| Magyarország (Single Top 40)          | 28               |
| Magyarország (Stream Top 40)          | 12               |
| Izland (Plötutíðindi)                 | 35               |
| Írország (IRMA)                       | 13               |
| Olaszország (FIMI)                    | 56               |
| Lettország (LAIPA)                    | 5                |
| Libanon (OLT20)                       | 16               |
| Litvánia (AGATA)                      | 5                |
| Malajzia (RIM)                        | 17               |
| Hollandia (Single Top 100)            | 30               |
| Új-Zéland (Recorded Music NZ)         | 13               |
| Norvégia (VG-lista)                   | 17               |
| Portugália (AFP)                      | 16               |
| Románia (Airplay 100)                 | 46               |
| Skócia (Scottish Singles Top 40)      | 57               |
| Szingapúr (RIAS)                      | 13               |
| Szlovákia (Singles Digitál Top 100)   | 3                |
| Spanyolország (PROMUSICAE)            | 99               |
| Svédország (Sverigetopplistan)        | 27               |
| Svájc (Schweizer Hitparade)           | 16               |
| Egyesült Királyság (UK Singles Chart) | 10               |
| Egyesült Királyság (UK R&B Chart)     | 3                |
| US Billboard Hot 100                  | 1                |
| US Adult Top 40 (Billboard)           | 29               |
| US Dance/Mix Show Airplay (Billboard) | 3                |
| US Hot R&B/Hip-Hop Songs (Billboard)  | 1                |
| US Mainstream Top 40 (Billboard)      | 5                |
| US Rhythmic (Billboard)               | 1                |
| US Rolling Stone Top 100              | 1                |

| Lista (2020)                          | Helyezés |
| ------------------------------------- | -------- |
| Kanada (Canadian Hot 100)             | 41       |
| US Billboard Hot 100                  | 28       |
| US Dance/Mix Show Airplay (Billboard) | 46       |
| US Hot R&B/Hip-Hop Songs (Billboard)  | 11       |
| US Mainstream Top 40 (Billboard)      | 23       |
| US Rhythmic (Billboard)               | 14       |

## Minősítések
| Régió                                                            | Minősítés  | Eladott példányszám |
| ---------------------------------------------------------------- | ---------- | ------------------- |
| Ausztrália (ARIA)                                                | platina    | 70 000‡             |
| Kanada (Music Canada)                                            | 3× platina | 240 000‡            |
| Dánia (IFPI Denmark)                                             | arany      | 45 000‡             |
| Norvégia (IFPI Norway)                                           | arany      | 30 000‡             |
| Lengyelország (ZPAV)                                             | arany      | 10 000‡             |
| Portugália (AFP)                                                 | arany      | 5 000‡              |
| Egyesült Királyság (BPI)                                         | ezüst      | 200 000‡            |
| Egyesült Államok (RIAA)                                          | 2× platina | 2 000 000‡          |
| ‡ Eladási+streaming példányszámok kizárólag a minősítés alapján. |            |                     |

## Megjelenések
| Regió              | Dátum              | Formátum                                | Kiadó(k)           | Forr.  |
| ------------------ | ------------------ | --------------------------------------- | ------------------ | ------ |
| Világszerte        | 2019. november 27. | Digitális letöltés streaming            | XO Republic        | [ 60 ] |
| Ausztrália         | 2019. november 29. | Poprádiós megjelenés                    | Universal Republic | [ 61 ] |
| Olaszország        | 2019. november 29. | Poprádiós megjelenés                    | Universal          | [ 62 ] |
| Egyesült Királyság | 2019. november 29. | Poprádiós megjelenés                    | XO Republic        | [ 63 ] |
| Egyesült Királyság | 2019. november 29. | Urban contemporary rádiós megjelenés    | XO Republic        | [ 64 ] |
| Egyesült Államok   | 2019. december 3.  | Top 40 rádiós megjelenés                | XO Republic        | [ 65 ] |
| Egyesült Államok   | 2019. december 3.  | Rhythmic contemporary rádiós megjelenés | XO Republic        | [ 66 ] |

## Fordítás
- Ez a szócikk részben vagy egészben  a   Heartless (The Weeknd song) című angol Wikipédia-szócikk fordításán alapul.  Az eredeti cikk szerkesztőit annak laptörténete sorolja fel. Ez a jelzés csupán a megfogalmazás eredetét és a szerzői jogokat jelzi, nem szolgál a cikkben szereplő információk forrásmegjelöléseként.